# Tombe tour

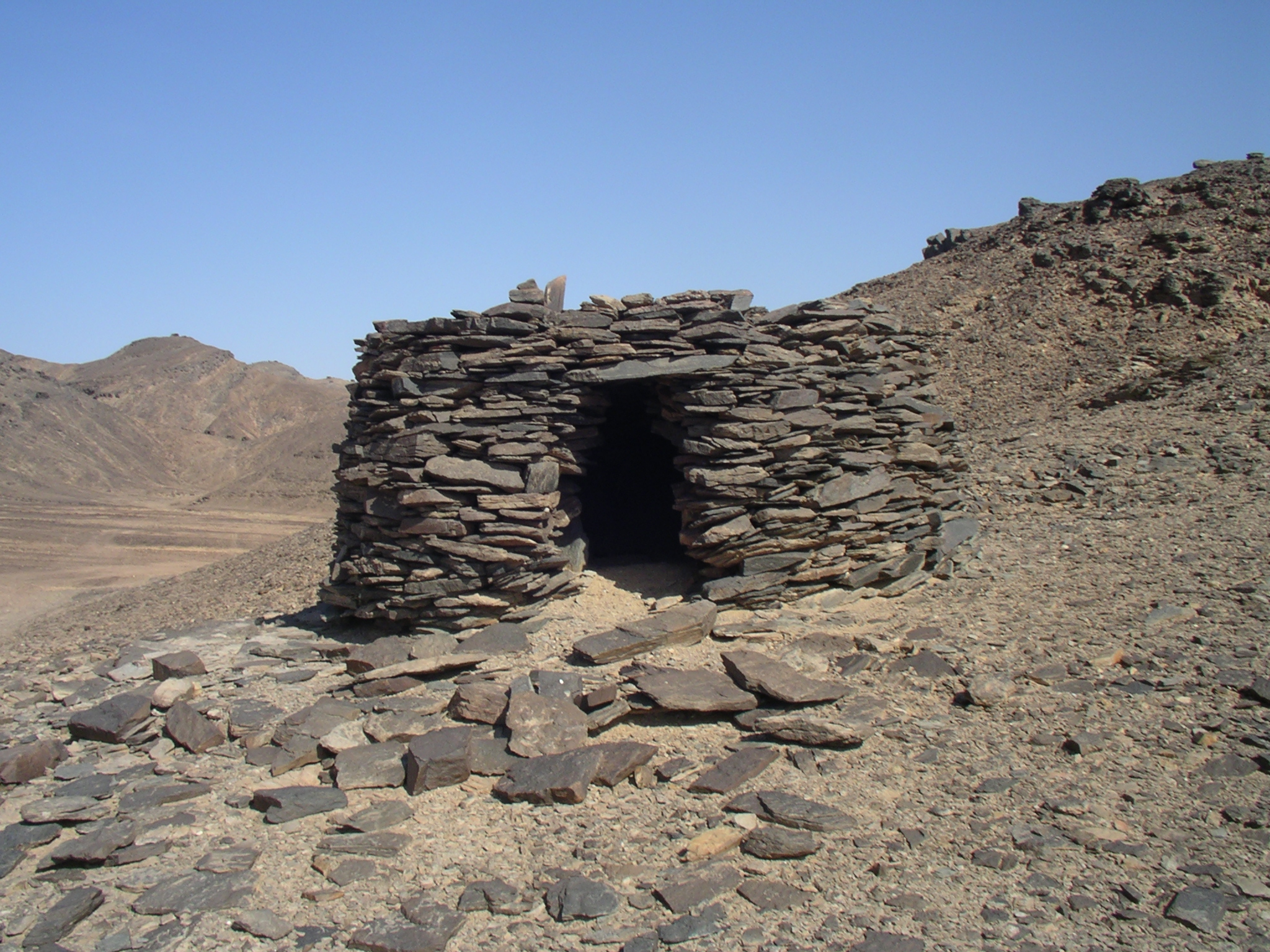
Tombe tour de Djebel Ruwaik, Yémen

Une tombe tour est un monument funéraire construit par des populations de pasteurs nomades et semi-nomades de la fin du IVe millénaire au début du IIe millénaire av. J.-C. au Proche et Moyen-Orient. Dans la péninsule arabique, le vocable « cairn » a été largement employé pour désigner les tombes tours. Dans le Sinaï, on leur a donné un nom d'origine locale, les « nawamis ».

## Historique des recherches
Au Proche et Moyen-Orient, les tombes tours sont aussi répandues que les dolmens. Leur présence a d'abord été décrite dans la région de Palmyre en Syrie centrale, en Syrie du sud, dans le Leja et le désert du Harra, puis en Jordanie près d’Al-Thulaythuwat. Les recherches sont moins avancées au Levant sud et en Arabie saoudite.
En Arabie saoudite, les rapports des prospections menées dans les années 1970 et un article d’une étude réalisée d’après les images satellites mises à disposition par le site Google Earth sont les seuls travaux qui attestent de la présence, sur toute la façade occidentale du pays, des tombes tours. 
Dans le Sinaï, les travaux d’Ofer Bar-Yosef, dans les années 1990, ont mis au jour plusieurs nécropoles autour du Djebel Sainte-Catherine et du Djebel Gunna. Au Yémen, en Oman et dans les Émirats arabes unis, les nécropoles de tombes tours sont très répandues ; elles font l’objet de plusieurs études de terrain depuis une quinzaine d’années . Les tombes tours du Harra syro-jordanien sont isolées ou en petits groupes n’excédant pas la dizaine. Dans le Sinaï, les regroupements sont plus importants et comptent de 200 à 300 monuments. En Arabie, notamment dans le désert du as-Sab’atayn au Yémen, les nécropoles de Djebel Ruwaik et Djebel Jidran comptent plusieurs milliers de tombes.

## Caractéristiques

### Description
Les tombes tours sont des monuments facilement repérables dans les paysages désertiques et semi-désertiques : elles sont bien conservées en hauteur (de 1 à 2 m) et ont un diamètre allant de 3 à 12 m. Les tombes sont construites à l’aide de dalles plates posées horizontalement (60 à 80 cm de long, 30 à 40 cm de large et 15 à 20 cm à peine d’épaisseur). Elles sont formées pour la majeure partie de deux murs : un mur extérieur et un mur intérieur.
La chambre est toujours circulaire, la paroi extérieure est circulaire et plus rarement quadrangulaire (par exemple dans la région de Tabuk en Arabie saoudite et sur le Djebel Gunna dans le Sinaï). Le mur intérieur porte une couverture de pierres en encorbellement. La base du mur est délimitée par une couronne de dalles dressées. On accède à la chambre par le toit ou par une ouverture aménagée présentant plusieurs traits : seuil, linteau, jambage. La forme générale de la tombe est légèrement tronconique, phénomène dû au mode de couverture en encorbellement. La chambre est parfois associée à des traînes (mur, alignements de caissons, de piles de pierres ou de pierres dressées) sur des longueurs allant de 5 mètres à plusieurs kilomètres.
L’étude de l’orientation des ouvertures des tombes tours est nettement plus significative que celle des dolmens. Les constructeurs de tombes tours ont opté pour la direction du soleil couchant.

### Datation
Deux campagnes de fouilles françaises, en 1999 et 2000, dans le Ramlat as-Sab’atayn au Yémen, ont abouti à la fouille de onze tombes tours des nécropoles des Djebels Ruwaik et Jidran. De nombreux pots et jarres en céramique ont été découverts ; leurs formes n’avaient encore jamais été répertoriées dans le sud de l’Arabie. Parmi ce mobilier se trouvaient également un millier de perles en cornaline, en terre cuite, en stéatite, en os et en coquille. 
Des datations sur le carbonate hydroxylapatite des ossements faites par J.-F. Saliège datent la construction des tombes tours au début de la première moitié du IIIe millénaire av. J.-C. avec une occupation de la nécropole jusqu’au début du IIe millénaire av. J.-C. Le cadre chronologique des tombes tours est à peu près le même pour l’ensemble de la péninsule Arabique, peut-être un peu antérieure dans le Sinaï, où Ofer Bar-Yosef a fouillé à Djebel Gunna de nombreuses tombes dans lesquelles il a découvert des parures datant de la fin du IVe millénaire av. J.-C.

### Inhumation et mobilier funéraire
L’aspect extérieur des tombes tours ne laisse pas entrevoir de différence de soin dans leur élaboration ; on peut parler d’une sorte d’égalitarisme funéraire dans les nécropoles. Aucune tombe monumentale n’a pu être mise en évidence dans les sites étudiés. Il est impossible d’identifier au travers de l’architecture des signes extérieurs de hiérarchie dans la société des constructeurs de tombes tours.
Les fouilles en Arabie saoudite sont anciennes et n’apportent pas de données majeures sur les modes d’inhumation. Celles en Jordanie sont en cours d’étude (W. Abu-Azizeh). Dans les tombes du Sinaï comme dans celles du Yémen, les individus découverts ont été déposés sur le substrat rocheux de la chambre sans aménagement particulier. Les corps se sont décomposés en espace libre. Les inhumations sont multiples et successives, le nombre d’individus par tombe varie de un à douze pour celles fouillées. La présence simultanée des deux sexes, des enfants et des adultes a été observée. Ce sont des tombes à caractère familial appartenant à des sociétés de pasteurs nomades ou semi-nomades.
Le mobilier funéraire qui accompagne les défunts est rare ; cette rareté est le plus souvent due aux nombreux pillages récents ou contemporains de l’inhumation. Les tombes tours de Djebel Ruwaik et de Djebel Jidran étaient parmi les plus riches fouillées à ce jour : les défunts étaient accompagnés de vases et de jarres en terre cuite, d’éléments de parure en cornaline, en granite, en stéatite, en os, en terre cuite et en coquillage. Dans l’une des tombes une alêne en bronze a été mise au jour. La présence d’objets en métal au début du IIIe millénaire av. J.-C. dans cette région est exceptionnelle.

### Les constructeurs
Les tombes tours ont été érigées par des populations de pasteurs nomades et semi-nomades. Ces derniers ont construit leurs tombes sur des points topographiques stratégiques, tels que des lieux de passage, près de sources ou à l’embouchure des wadis. La visibilité de ces monuments funéraires révèle, pour ces groupes humains, un besoin d’affirmer par la médiation des ancêtres un territoire.
L’étude du mobilier découvert dans les tombes tours indique que ces sociétés de pasteurs nomades et semi-nomades ont été capables d’importer des objets provenant probablement de l’Indus tout en s’approvisionnant dans une production locale. Les traces d’usure, les irrégularités, les erreurs de taille sur les perles laissaient au premier regard supposer que les éléments de parure de Djebel Jidran appartenaient à une société relativement pauvre. Pourtant, le nombre modeste de perles en matériaux facilement accessibles (tels que la terre cuite ou l’os) et un véritable goût pour les matériaux précieux ou exotiques (coquillages, cornaline) ont tout lieu d’indiquer que les constructeurs de tombes tours étaient peut-être plus riches que ce que les vestiges archéologiques peuvent laisser paraître.
Cette architecture a perduré pendant près de 1 500 ans et a disparu progressivement au tournant du IIe millénaire av. J.-C. Son abandon marque un changement profond dans le mode de fonctionnement des sociétés. On peut mettre en parallèle la disparition des tombes tours et celle d’un certain mode de vie : le pastoralisme. Les sociétés se sont sédentarisées, adoptant de nouvelles pratiques funéraires telles que l’inhumation dans des grottes naturelles ou dans des tombeaux creusés dans les parois des falaises. Au Ier millénaire av. J.-C. au Yémen dans les Hautes-Terres, les hommes ont réutilisé des tombes tours du IIIe millénaire av. J.-C. pour inhumer leurs défunts. 